# Paralychnophora harleyi
Paralychnophora harleyi là một loài thực vật có hoa trong họ Cúc. Loài này được (H.Rob.) D.J.N.Hind mô tả khoa học đầu tiên năm 2000.